# Výrava (wieś na Słowacji)
Výrava (rusiń. Вырава, Wyrawa) – wieś (obec) na Słowacji, w kraju preszowskim, powiecie Medzilaborce. Miejscowość położona jest w historycznym kraju Zemplin. Lokowana w roku 1557.